# 酒井法子
酒井 法子（さかい のりこ、1971年〈昭和46年〉2月14日 - ）は、日本の歌手、女優。
福岡県出身。サンミュージックプロダクション、オフィスニグンニイバを経て、個人事務所「株式会社スマイル」所属（2021年5月1日 - ）。

## 来歴

### 概要
1986年（昭和61年）にアイドル歌手としてデビュー後、自ら「のりピー」と名乗っていた。同時に「ヤッピー」「いただきマンモス」「うれピー」といった独特の言葉の「のりピー語」も流行させ、正統派アイドルとは微妙に路線を画したユニークな存在として1980年代の日本のアイドル界に新風を巻き起こした。デビュー当時のキャッチフレーズは「おキャンなレディ」。堀越高等学校卒業。

### 生い立ち
1971年（昭和46年）、福岡県福岡市生まれ。2歳の時に両親が離婚して父の実家である佐賀の寺で育ったが、幼稚園に入る前に父方の叔母家族がいる東京に転居。その後、叔父が建てた埼玉県狭山市の家で小学校低学年まで育てられた後、実父の再婚に伴い福岡へ戻り、福岡市立大名小学校を卒業。父はその後再々婚。子供の頃は身体が弱かったため、福岡市立舞鶴中学校では部活に入るつもりはなかったが、継母から「部活は入った方がいい」と助言され、ソフトボール部の先輩たちに憧れて入部。当時ソフト部の強豪校だったためコーチの指導は厳しかったが、泥にまみれながら汗を流した部員仲間は、以後一生の友となった。また、継母は当時中洲で働いていたがどんなに仕事で遅く帰宅しても、部活に精を出す酒井のために朝晩の食事やお弁当を作って支えてくれたという。その後、3年生時の1985年夏に9番左翼手で福岡県大会に出場し、準優勝している。

### オーディション
子供の頃から歌が好きで密かに芸能界に憧れており、1985年（昭和60年）10月、全国応募総数5万4129名のオーディション企画「'86 ミスヘアコロン・イメージガール・コンテスト」（主催・資生堂）に出場。全国大会の特技の審査では、先の埼玉の伯母が落語好きな影響で馴染みがあったことから、法被を着て落語「寿限無」を披露した。グランプリは水谷麻里が受賞したが、酒井には「BOMB!賞」が授与された。当コンテストには本来このような賞はなく、芸能事務所サンミュージックの部長が酒井を見初め、「『彼女の』才能を試してみたい」との希望で急遽用意されたものであり、このような経緯で酒井の芸能界デビューは決定した。
同年12月、福岡市から上京した酒井は、サンミュージック社長（当時）・相澤秀禎の自宅での下宿生活を始め、学校も東京都内の中学校に転校。事務所の先輩である岡田有希子からは洋服を譲られるなど可愛がられた。
酒井にとって初めての仕事として、テレビドラマ 『春風一番!』（1986年1月 - ）への出演が決定、1985年12月からその収録に参加する。同時期に雑誌 『Momoco』に登場し、モモコクラブのNo.1482となる。
1986年2月、堀越学園高等部芸能コースへ入学が決まる。クラスメートには沖本姉妹、工藤夕貴、斉藤満喜子、林千春（パンプキン）、西村知美、渡辺美奈代などが居た。

### アイドル時代

#### 1986年（昭和61年）
4月29日、『Momoco』誌が開催したイベント「'86 モモコ・パーティー」におけるオーディション、『第2回 ミスモモコクラブ』で「ミスVHD賞」を受賞した酒井は、同年11月21日に VHDソフト 『YUPPIE』を発売し、本格的にデビューを飾った。VHDソフトを用いたアイドルのデビューは世界初であった。またこの作品では、彼女が初めてレコーディングをした『お願いダーリン』が挿入歌として使用されている。同ソフト内の特撮ドラマ「エイリアンハンターP」の衣装デザインは漫画家の江口寿史が担当している。テレビでは同時期放送開始のTBS系『モモコクラブ』にレギュラー出演し、畠田理恵、白田あゆみと共に番組の中心メンバーとして人気を博す。この時期から酒井は「のりピー」（→ 人物：#「のりピー」を参照）と自称、同時に「のりピー語」を用いるようになった。

#### 1987年（昭和62年）
2月5日、ビクター音楽産業より『男のコになりたい』でアイドル歌手デビューし、オリコンチャート最高6位と幸先のいいスタートを切る。1年間地道に準備活動をしてきたことから、既にテレビ・ラジオのレギュラーも持ち、結成前からファンクラブの予備軍も3000人と、大型アイドルに相応しいデビューとなった。女優先行型アイドルが主流となっていた中で、アイドル歌手としては正攻法で行く正統派であった。歌手デビュー同期には我妻佳代、秋山絵美、五十嵐いづみ、石田ひかり、伊藤智恵理、伊藤美紀、小川範子、小沢なつき、工藤静香、後藤久美子、白田あゆみ、立花理佐、統乃さゆみ、中村由真、仁藤優子、畠田理恵、速水昌未、真弓倫子、森高千里、守谷香、ゆうゆ、渡瀬マキ、うしろ髪ひかれ隊、BaBe、パンプキンなどがいる。
2月19日、TBS系音楽番組『ザ・ベストテン』へも第10位に初ランクイン。同じく第9位で『STAR』の浅香唯と二人一緒に当番組へ初出演を果たしている。以降、1990年までシングル16作連続でオリコン10位圏内にランクインするなど、多くの歌番組、雑誌、テレビ・ラジオ番組、イベントなどに出演する人気アイドルとなる。8月、日比谷野外音楽堂にて開催されたモモコクラブのコンサート「Momoco Party」では、前日まで仕事で地方に居たためヘリコプターと地下鉄を乗り継いで会場へ向かい、島田奈美や杉浦幸、畠田理恵などと共に中心メンバーとして出演した。9月、ファーストソロコンサート「のりピーYUPPIEコンサート」開催。同月、1年間所属したモモコクラブを卒業する。
同年の新人賞レースには数多く参戦し、伊藤智恵理、坂本冬美、立花理佐、仁藤優子、畠田理恵、BaBeなどとの激戦をくり広げた。
1986年から1989年にかけて江崎グリコのCMキャラクターとなり、「ジャイアントカプリコ」のCMではジャイアント馬場と共演。「ポッキー」の本田美奈子や「セシルチョコレート」「アーモンドチョコレート」の南野陽子などと共に、同社の多数の商品のCMに出演した。また、夏の甲子園の応援ポスター（「ビクター・甲子園ポスター」キャンペーン、1987年、1988年）や日本赤十字社の献血ポスター（1987年、1988年）、郵政省の年賀はがきのポスター（1987年）、消防庁の防火ポスター（1987年度）など、多数の企業・団体・官公庁のキャンペーンガールに起用された。

#### 1988年（昭和63年）
4枚目のシングル『夢冒険』がNHK総合『アニメ三銃士』の主題歌となった他、第60回選抜高等学校野球大会の入場行進曲となりファン層を広げる。楽曲が甲子園の入場曲となったことはデビュー2年目で酒井が国民的アイドルに成長した印象を与え、"のりピー"の愛称を一段と認知させるきっかけにもなった。5月、自身も出演するライオン・「Ban16」のCMソングとなった6枚目のシングル『1億のスマイル』がオリコン週間チャートで自己最高位の2位となる。音楽番組『ザ・ベストテン』へも5週連続でランクイン。中森明菜、南野陽子、浅香唯、工藤静香などのトップアイドルと共にランキングを賑わせた。海外からの中継も入るなど露出的に高い楽曲となり、「Ban16」のCMで「ヒャピー、ヒャピー、ヒャピー」と叫ぶ酒井が話題となった。
8月、春のツアーに引き続き夏のコンサートツアー「のりピーYUPPIEコンサート'88」開催。その他大学の学園祭やバブル景気を背景とした地方博覧会などのイベント、各地方テレビ・ラジオ局主催の多くのイベントや公開放送などに出演した。またフジテレビ系『ドキッ!丸ごと水着 女だらけの水泳大会2』に白組トップバッターとして出場。ミス・フォトジェニック賞を受賞し注目を集めた。
10月、ガイナックス制作のアニメ『トップをねらえ!』の主題歌（OP『アクティブ・ハート』・ED『トライAgain…!』）を担当する。
12月、恵比寿に自身のタレントショップ『NORI・P ・HOUSE』オープン。中高生が殺到し、グッズの売り上げは一説では30億円を超えるとも言われた。
オリコンによると、1988年のシングル売上枚数は36.2万枚で22位。女性アイドルでは南野陽子、工藤静香、中森明菜、浅香唯、中山美穂、荻野目洋子、松田聖子に次ぐ記録であった。

#### 1989年（昭和64年/平成元年）
1月1日発売の8枚目のシングル『ホンキをだして』が、1980年代の酒井のシングルでは自己最高のセールスを記録するヒット曲となる。2月、高校卒業と18歳の誕生日を迎えたことを期に「のりピーちゃんを切り離して"酒井法子"として、より素敵な曲を歌っていきたい」と決意表明。デビュー以来酒井の楽曲は一貫して「明るさ」「元気」「ハツラツ」「一生懸命」というコンセプトで作られてきたが、10枚目のシングル『Love Letter』では作詞・作曲に尾崎亜美を起用し、"歌手・酒井法子"にメロウなファクターを与えることで、それまでの"元気で明るい"イメージから路線変更していくこととなる。6月発売のスタジオ・アルバム『Blue Wind/NORIKO Part IV』では作曲家陣に尾崎の他浜田金吾、上田知華、南佳孝、財津和夫らを起用。ミディアムやスローなナンバーでは歌手として大人の落ち着きを見せるようになっていく。

### 女優への挑戦
1990年、NHK総合 大河ドラマ『翔ぶが如く』レギュラー出演。歌手としてだけでなく、女優にも挑戦。山村美紗原作『舞妓さんは名探偵!』シリーズでは愛くるしいヒロインを演じた。また、舞台・ミュージカルにも出演し、確実に芸の幅を広げていく。
1990年3月21日発売のベスト・アルバム『Singles 〜NORIKO BEST〜』でシングル、アルバムを通じて初のオリコンチャート首位を獲得。それまでの最高売上であった4thアルバム『Lovely Times』を上回る、最も高いアルバムセールスを記録した。

### 中国語圏での人気
酒井が「ずっとのりピー路線でやっていくのは限界があるな」と感じていた頃、転機となるアジア進出のオファーが到来する。1992年当時、日本の芸能界が目を向けていなかった台湾での活動を始め、香港、中華人民共和国の中国語圏各地においても、日本での評価以上の人気と知名度を獲得。中国語歌唱による楽曲も発表した。当時の所属事務所社長・相澤秀禎は、酒井のアジア進出の経緯について次のように語っている。
1992年（平成4年）5月には初めての海外公演として、中華民国台北市でのコンサートを成功させた。当時平均初任給が約12万円の中華民国で、7000円の高額チケットが発売と同時に完売。海賊版のCDや写真集も飛ぶような売れ行きとなる人気になった。
現地のテレビ番組やCMにも出演し、日本人アイドルの人気投票でも3年連続で1位となる。同年10月31日と11月1日、夏のコンサート・ツアー『マンモス』のファイナル2公演を同市にて開催し、2日間で隣で開催されていたプロ野球台湾シリーズの動員数1万4000人を上回る3万人の観客が集まった。こうした現地での高い人気から、日本のマスメディアは酒井を"アジアの歌姫"と呼んだ。
遡って中華民国での初コンサートを開く前、事務所スタッフから「台湾で人気が高まっている」と言われても、本人はピンと来なかった。しかし中華民国の空港に着くとものすごい数の報道陣が花束を持って押し寄せたことで、驚きと共に人気を実感した。当時は数年前から日本の歌番組のランキングでベスト10入りしても、翌週はランク外になって悔し泣きをするということが多かった。そのような状況の中、中華民国ではコンサート会場いっぱいのファンが熱狂的に盛り上がり、中国語で名前を呼ばれるなど、中華民国のファンの熱い声援は、本人にとって大きな自信を与えた。
1994年、アルバム『微笑』で中華人民共和国の音楽市場に参入する。同時期に酒井の所属するレコード会社、ビクターの系列であった松下電器の中国・台湾でのCMキャラクターとなり、シングル『夢冒険』がCMソングとして使用された。酒井の出演した『ひとつ屋根の下』『星の金貨』などのドラマも中国語の吹き替えで放送されて絶大な人気を得た。
1998年には、中国の中国唱片社が発行する音楽情報誌『音像世界』5月号に掲載された同年3月分のランキングで1位に登場し、同誌6月号では表紙を飾った。
1990年リリースのシングル『微笑みを見つけた』を中国の標準語（普通話）による歌詞でセルフカバーしている（タイトルは「微笑」）。広東語バージョンは黎瑞恩の歌による「你知我想說甚麼」。

### 女優・歌手としての活躍
1993年、脚本家の野島伸司に引き立てられ、出演したドラマ 『ひとつ屋根の下』（フジテレビ系）が最高視聴率37.8％を記録する大ヒット作となる。1994年、『出逢った頃の君でいて』（日本テレビ系）では不倫OL役を演じる。ゴールデンタイムで主役クラスを続けて演じて話題となり、1995年の主演ドラマ『星の金貨』（日本テレビ系）も最高視聴率23.9％と立て続けにヒットする。同ドラマの主題歌となったシングルCD『碧いうさぎ』は自身初のミリオンセラーの大ヒット曲となり、デビュー9年目にして初めて 『第46回NHK紅白歌合戦』（1995年、NHK総合・ラジオ第1）に出場した。ドラマでの役柄に合わせて、酒井はこの楽曲を、NHK紅白歌合戦史上初めて、日本手話を交えて歌った。デビュー9年目にして大ブレイクし、"新・視聴率女王"と称され、また1990年代の「女性アイドル冬の時代」において凋落していく元アイドルが多かった中で、アイドル性を保ちながらも女優・歌手として大ヒットを飛ばしたことから、"今世紀最後のアイドル"とも称された。
1996年（平成8年）3月には、個人事務所 「エヌ・コーポレーション」（東京・南青山）設立、継母と共に取締役に就任した。同年、『続・星の金貨』（日本テレビ系）にも引き続き主演を務め、最高視聴率26.4％を記録。ドラマ主題歌のシングルCD『鏡のドレス』もヒット作となった。
その後、	高相祐一との結婚・出産を経た酒井は、育児と女優活動を両立、2003年（平成15年）には、伊藤忠商事とサンミュージックが設立した洋服ブランド、『ピーピーリコリノ （PP rikorino）』のプロデュースを始める。さらに、日中文化スポーツ交流年（2007年）・文化親善大使となって、様々なイベントに参加し、当時の内閣総理大臣・安倍晋三とも面会、また、最高裁判所制作による、裁判員制度のPR映画『審理』（2008年）に主演するなど、芸能人としてのステータスを高めていた。

### 覚醒剤の所持及び使用事件とその後
2009年（平成21年）、覚醒剤を所持・使用し、逃亡を計り、当時の夫である高相と共に、覚せい剤取締法違反で東京地方裁判所から懲役1年6か月、執行猶予3年の有罪判決を受けた。
押尾学事件が発覚直後に起きたこの事件では、テレビ局が報道特別番組を放送、警察庁長官が事件に言及するなど、世間の注目を大いに集めた。また、酒井は事件前、同年に始まった「裁判員制度」紹介のための広報映画『審理』（最高裁判所制作）に主演（#映画）するなど していた。

#### 事件の経過

##### 酒井の逮捕
8月3日、夫が東京都渋谷区道玄坂の路上で覚醒剤を隠し持っていたところを現行犯逮捕される。酒井も警視庁渋谷警察署から任意同行を求められたが、「子供がいるので、後で行きます」と署員に告げ、知人男性の車で現場から立ち去る。その後、都内の別の知人に長男を預け、行方不明となった。現場を離れた後、新宿区と中央区のホテルに宿泊。現金数十万円を都内のコンビニのATMで引き出し、身の回りの品を都内の量販店などで買い揃えた後、8日夜に警視庁に出頭するまでの6日間、知人の会社会長から運転手付きの車を借りて、継母と2人で山梨県身延町の継母の妹宅や、会長や親族が所有する東京都東大和市のマンションと神奈川県箱根の別荘に宿泊していた。
8月7日、夫が酒井の覚せい剤使用を供述。警察は酒井の自宅から微量の覚醒剤（8マイクログラム）と酒井の唾液が付着した吸引具を発見、覚せい剤取締法違反（所持）容疑で酒井への逮捕状を取った。その翌日の8月8日、酒井は東京・文京区の警視庁富坂分庁舎に出頭し、逮捕された。
8月28日、検察は覚せい剤取締法違反（所持）で酒井を起訴、それを受けてサンミュージックは酒井とのマネジメント契約を解除、所属レコード会社のビクターエンタテインメント（初代、現：JVCケンウッド・ビクターエンタテインメント→
ビクターエンタテインメント（2代目））も酒井との契約を解除した。その後、酒井は事件前、滞在先の奄美大島のホテルで覚醒剤を吸引していたことも判明、覚せい剤取締法違反（使用）で追起訴されている。
同年9月17日、保釈保証金 500万円を納付し、それまで勾留されていた東京湾岸警察署から保釈された酒井は、警察署の玄関前で謝罪、さらに同日、東京都内において記者会見を行った。

#### 裁判と事件の影響
酒井は同年10月26日に東京地方裁判所で始まった刑事裁判で起訴事実を認め、「離婚をして、お互いに更生する努力が必要」、「介護を学び、仕事で生かしたい」などと述べた。中国のインターネット上では「永遠に酒井法子を支持する」などの書き込みも目立ち、国外での根強い人気をうかがわせた。この公判は世間の関心を集め、裁判傍聴の抽選には20席の傍聴席に対して6615人が参加した。330倍の倍率は日本の刑事裁判史上最高で、抽選に集まった人々の人数もオウム事件の麻原彰晃に次ぐ多さである。11月9日、酒井は懲役1年6か月、執行猶予3年の有罪判決を受け、検察側・弁護側とも控訴せず刑が確定した。
なお、この事件では興味本位での報道が過熱したため、放送倫理・番組向上機構が警告を行った。

#### 事件後
2010年（平成22年）12月18日および25日放送のTBS系『情報7days ニュースキャスター』にVTR出演。12月3日に発売した自叙伝『贖罪』（朝日新聞出版、2010年）のPRで、本と同様、事件当時の胸中を振り返る内容になった。18日放送分は酒井にとって逮捕後初のテレビ出演となった。
2011年、中国禁毒大使のキャンペーンとして、中国に招聘され、イベントに出席した。
2012年11月の復帰時に、事件の際に前所属事務所サンミュージックが、約5億円の損害賠償を肩代わりしたことが明らかになった。

### 復帰後の活動
2012年9月27日に、12月から上演される舞台に主演することが発表。役柄は信長の妹お市を演じることとなった。同年11月23日に執行猶予期間終了。翌24日に復帰会見を行った。
2013年1月、中国ネットサイトの年度文化、ファンション賞「アジア最注目女優大賞」。5月29日には23日に病没した先代社長・相澤秀禎の告別式にも参列。「出来の悪い不良娘で申し訳ありません」と霊前に詫びた。
2013年10月、『さんまのまんま』（関西テレビ）にゲスト出演し、バラエティ番組にも復帰。
2014年、今井雅之の舞台『手をつないでかえろうよ〜シャングリラの向こうで〜』に出演予定だったが、所属事務所オフィスニグンニイバが直前の1月16日になって辞退を申し入れる。代役は高橋明日香。
2016年9月22日、16年ぶりの正式なコンサート「酒井法子30th ANNIVERSARY コンサート」を開催し、2017年2月14日には、26年ぶりのバースデーイベント「酒井法子 30th ANNIVERSARY FINAL ?BIRTHDAY & VALENTINEファンミーティング-」を開催した。
2017年10月には、5年ぶりの主演舞台『うんちゃん2』に出演。
2018年1月20日、18年ぶりの香港単独コンサート「Welcome Back! Sakai Noriko Live in Hong Kong」を開催。
2018年7月18日、ブルーシー・アンド・グリーンランド財団の「子どもの健全育成大使」に任命された。
2019年3月15-16日、海外初めてのディナーショー「酒井法子 ディナーショー ～台湾ツアー～」を開催。
2019年7月13日、「『Miss you』 酒井法子 香港ミュージックシェアリングライブ2019」を開催。
2021年2月5日公開の『空蝉の森』に主演。女優復帰してから初めての映画作品で、映画主演は2008年の裁判員制度PR映画『審理』以来13年ぶり。2014年に撮影され、2015年に公開予定だったが、公開前に製作会社「ニューウェーブ」が倒産し、お蔵入りの危機を乗り越えての公開となった。
2021年4月30日、所属事務所オフィスニグンニイバを退所。個人事務所「株式会社スマイル」を設立。
2023年、新曲「Funny JANE」を収録した35周年記念ベスト『Premium Best』を発売。
2024年、香港の旺角マクファーソン・スタジアムでコンサートを開催、先行予約分のチケットが30分で完売し、翌日に公演が追加された。

## 人物

### 「のりピー」
デビュー当時、酒井のニックネームは、中学校時代からの渾名と同じ「のりっぺ」であり、「のりピー（のりピーちゃん）」は、自身がイラストで描くキャラクターの名称であった。1986年3月19日に開催された業界関係者の会合「第一回のりピー族会議」で、酒井の愛称を「のりピー」とすることが正式決定される。当初は酒井の一人称が「のりっぺ」、他人が酒井を呼ぶ場合は「のりピー」という使い分けがなされていたが、程なくして混同されるようになり、酒井自身が「のりピー」を自称するようになる。また、「やっピー」「うれピー」「マンモスラッチー」等、酒井の独特の言葉遣いを「のりピー語」と称した。その軽い語感から当時の中高生を中心に流行した。のりピー語は酒井自身デビュー前から使っていた言葉が最初で、そこから自然派生していったものということで、売れっ子ばかりの芸能界の中で何か目立たなきゃいけないということで色んな言葉を作っていったという。当時の事務所社長・相澤秀禎は、「のりピー語」が、酒井を売り出すための戦略だった事を明かしている。
のりピー語については後年、「20歳を越えた頃から似つかわしくないと思うようになった」と本人が語っている。
『ザ・ベストテン』（TBS）では酒井直筆の歌詞がそのままテロップになって表示されたこともあって「変体少女文字を書く新人類」と言われたこともあった。
1991年から1992年にかけて「のりピーハウス・レーシングチーム」というチーム名でN1耐久レース（現在のスーパー耐久）にも参加。チーム監督として酒井が着任し、レース車両（日産・パルサー、ホンダ・シビック）のデザインも自ら行った。のりピー語と同様に酒井のプロモーション戦略の一環であったが、2000万円程の費用が生じたという。

#### 「のりピーちゃん」
アイドル時代、酒井の活動は多岐に渡り、芸能活動のほかにイラストレーター・漫画家（ペンネームは平仮名の“さかい のりこ”）としても活動した。中学2年の時に酒井の落書きの中で誕生したというキャラクター「のりピーちゃん」は日本自動車工業会の交通安全ポスターに使われた他、1988年5月から小学館の少女漫画雑誌『週刊少女コミック』に酒井自身の執筆により4コマ漫画として連載され、単行本化やアスミックよりOVA化もされた。"のりピーちゃん"のマンガは雑誌の連載前から酒井のファンクラブ"のりピー族"の会報の中で既に掲載されてファンからは大きな反響となっており、そのキャラクターに注目した小学館からマンガ連載の打診が来た際、サンミュージックのプロモート事業部部長、相澤正久（現・会長）は次のように語ったという。
その「のりピーちゃん」のキャラクターグッズは直営ショップ 「NORI・P ・HOUSE」で販売されて人気を博し、当時のタレントショップブームの一翼を担った。1988年7月、富士山の8合目（標高3300m）の山小屋にグッズ店「のりピーちゃんハウス」を開店。「日本一標高の高いタレントショップ」として話題となった。1988年7月6日には「のりピー」名義で企画シングル『のりピー音頭』もリリース。同年8月には東京・大阪・名古屋で「全日本のりピー音頭カーニバル」というイベントも行われた。これらの一連の活動は酒井の"のりピー"という愛称を一段と認知させ、ローティーン以下のファン層を拡大することに繋がり、"のりピーちゃん"も一種の社会的ブームとなった。
1989年9月に来日したシンディ・ローパーと対談した際は、「のりピーマン」や富士山をモチーフにした「ふじピーマン」人形などの自身のグッズをプレゼントした。1991年には5合目の山小屋に富士山2号店がオープンしている。

こうした事務所の売り込み戦略について、酒井は次のように語っている。

### 私生活
1998年（平成10年）12月、当時プロサーファーだった高相祐一と結婚。同時に妊娠3ヶ月であることも公表され、酒井は翌年7月17日に長男をハワイ州で出産した。
産前産後休業をとっていた酒井は2000年（平成12年）に芸能活動を再開。しかし、同年7月にはデビュー当時からの担当マネージャーが芸能事務所社内で自殺するという事件が発生した。
酒井は、育児と女優活動を両立、酒井を前面に出したファッションブランドをプロデュースし、公的イベントにも参加していたが、2009年（平成21年）には夫とともに覚醒剤取締法違反事件を起こし、両者とも有罪判決を受けるに至った（ → 「#覚醒剤の所持及び使用事件とその後」を参照）。
事件翌年の2010年（平成22年）1月、酒井は介護士や音楽療法士の資格取得を目指し、創造学園大学ソーシャルワーク学部ソーシャルワーク学科介護福祉コースに入学。eラーニングを主とした勉強を始めたが、同大は2013年3月に閉校している。介護の勉強を始めようと考えたのは、裁判の前に所属事務所の副社長から弁護士を通じて勧められたのがきっかけだという。
2010年6月には離婚調停を経て夫との離婚が成立、慰謝料はなく、長男（当時11歳）の親権は酒井が得た。
クリスティーナ・アギレラ主演映画『バーレスク』に憧れて、セクシーなバーレスクダンスを習うようになった、2023年時点でダンス歴は7年。

## ディスコグラフィ

### シングル
| #        | 発売日          | A/B面    | タイトル                             | 作詞                   | 作曲                      | 編曲                   | 最高順位 | 規格品番   |
| ビクター | ビクター        | ビクター | ビクター                             | ビクター               | ビクター                  | ビクター               | ビクター | ビクター   |
| -------- | --------------- | -------- | ------------------------------------ | ---------------------- | ------------------------- | ---------------------- | -------- | ---------- |
| 1        | 1987年 2月5日   | A面      | 男のコになりたい                     | 三浦徳子               | Frankie T.                | 萩田光雄               | 6位      | SV-9200    |
| 1        | 1987年 2月5日   | B面      | ワガママ・シンドローム               | 森浩美                 | 緑一二三                  | 萩田光雄               | 6位      | SV-9200    |
| 2        | 1987年 5月21日  | A面      | 渚のファンタシィ                     | 竹花いち子             | タケカワユキヒデ          | 新川博                 | 4位      | SV-9243    |
| 2        | 1987年 5月21日  | B面      | 月夜でドキッ!                        | 篠原仁志               | 鈴木キサブロー            | 萩田光雄               | 4位      | SV-9243    |
| 3        | 1987年 8月25日  | A面      | ノ・レ・な・いTeen-age               | 森浩美                 | 西木栄二                  | 戸塚修                 | 4位      | SV-9268    |
| 3        | 1987年 8月25日  | B面      | 恋のスタイル                         | さかたかずこ           | 鈴木キサブロー            | 萩田光雄               | 4位      | SV-9268    |
| 4        | 1987年 11月25日 | A面      | 夢冒険                               | 森浩美                 | 西木栄二                  | 中村暢之               | 4位      | SV-9297    |
| 4        | 1987年 11月25日 | B面      | ハートの中のプリズム                 | 森浩美                 | 石川恵樹                  | 中村暢之               | 4位      | SV-9297    |
| 5        | 1988年 2月24日  | A面      | GUANBARE                             | 森雪之丞               | 馬飼野康二                | 馬飼野康二             | 7位      | SV-9315    |
| 5        | 1988年 2月24日  | B面      | Bタイプが好き                        | さかたかずこ           | 鈴木キサブロー            | 馬飼野康二             | 7位      | SV-9315    |
| 6        | 1988年 5月18日  | A面      | 1億のスマイル                        | 森浩美                 | 飛鳥涼                    | 船山基紀               | 2位      | SV-9341    |
| 6        | 1988年 5月18日  | B面      | 窓際の恋飛行                         | 飛鳥涼                 | 飛鳥涼                    | 十川知司               | 2位      | SV-9341    |
| 7        | 1988年 9月21日  | A面      | HAPPY AGAIN                          | 森浩美                 | 西木栄二                  | 船山基紀               | 4位      | SV-9374    |
| 7        | 1988年 9月21日  | B面      | きらいよ…                            | 小倉めぐみ             | 西木栄二                  | 船山基紀               | 4位      | SV-9374    |
| 8        | 1989年 1月1日   | A面      | ホンキをだして                       | 森浩美                 | 筒美京平                  | 船山基紀               | 4位      | SV-9399    |
| 8        | 1989年 1月1日   | B面      | かわらないでね                       | 森浩美                 | 筒美京平                  | 船山基紀               | 4位      | SV-9399    |
| 9        | 1989年 2月14日  | A面      | おとぎの国のBirthday                 | 石坂まさを             | 和泉常寛                  | 山本健司               | 6位      | SV-9405    |
| 9        | 1989年 2月14日  | B面      | 星屑のアリス                         | 月岡貞夫               | 歩一                      | 山本健司               | 6位      | SV-9405    |
| 10       | 1989年 4月26日  | A面      | Love Letter                          | 尾崎亜美               | 尾崎亜美                  | 佐藤準                 | 5位      | SV-9423    |
| 10       | 1989年 4月26日  | B面      | Dream Call                           | 夏目純                 | 財津和夫                  | 佐藤準                 | 5位      | SV-9423    |
| 11       | 1989年 8月2日   | A面      | さよならを過ぎて                     | 来生えつこ             | 前田克樹                  | 船山基紀               | 8位      | SV-9441    |
| 11       | 1989年 8月2日   | B面      | 少しづつの恋                         | 来生えつこ             | 濱田金吾                  | 鷺巣詩郎               | 8位      | SV-9441    |
| 12       | 1989年 11月21日 | A面      | ALL RIGHT                            | 遠藤京子               | 遠藤京子                  | 鷺巣詩郎               | 10位     | SV-9448    |
| 12       | 1989年 11月21日 | B面      | 恋の場面                             | 来生えつこ             | 来生たかお                | 船山基紀               | 10位     | SV-9448    |
| 13       | 1990年 2月21日  | 01       | 幸福なんてほしくないわ               | 松本隆                 | 入江剣                    | 船山基紀               | 10位     | VIDL-10007 |
| 13       | 1990年 2月21日  | 02       | ほほにキスして                       | 伊藤薫                 | 伊藤薫                    | 船山基紀               | 10位     | VIDL-10007 |
| 14       | 1990年 5月21日  | 01       | ダイヤモンド☆ブルー                  | 遠藤京子               | 遠藤京子                  | 井上日徳               | 9位      | VIDL-10029 |
| 14       | 1990年 5月21日  | 02       | Lonely Heartによろしく               | 及川眠子               | 都志見隆                  | 井上日徳               | 9位      | VIDL-10029 |
| 15       | 1990年 8月21日  | 01       | 微笑みを見つけた                     | 遠藤京子               | 鈴木キサブロー            | 井上日徳               | 9位      | VIDL-10056 |
| 15       | 1990年 8月21日  | 02       | 正しいパーティー                     | 遠藤京子               | 鈴木キサブロー            | 井上日徳               | 9位      | VIDL-10056 |
| 16       | 1990年 11月21日 | 01       | イヴの卵                             | 及川眠子               | MAYUMI                    | 山川恵津子             | 10位     | VIDL-10082 |
| 16       | 1990年 11月21日 | 02       | ウィンター・ガーデン                 | 竹花いち子             | 鈴木キサブロー            | 井上日徳               | 10位     | VIDL-10082 |
| 17       | 1991年 3月21日  | 01       | あなたに天使が見える時               | 森雪之丞               | 土橋安騎夫                | 土橋安騎夫             | 12位     | VIDL-10109 |
| 17       | 1991年 3月21日  | 02       | レイン・レイン                       | 森雪之丞               | 土橋安騎夫                | 土橋安騎夫             | 12位     | VIDL-10109 |
| 18       | 1991年 6月21日  | 01       | モンタージュ                         | 森雪之丞               | 土橋安騎夫                | 土橋安騎夫             | 16位     | VIDL-10140 |
| 18       | 1991年 6月21日  | 02       | WE NEED LOVE                         | 森雪之丞               | 羽場仁志                  | 十川知司               | 16位     | VIDL-10140 |
| 19       | 1991年 11月7日  | 01       | 涙がとまらない 〜HOW! AW! YA!〜      | 康珍化                 | 原田真二                  | 松本晃彦               | 21位     | VIDL-10164 |
| 19       | 1991年 11月7日  | 02       | 雪の小鳥たちへ                       | 康珍化                 | 原田真二                  | 松本晃彦               | 21位     | VIDL-10164 |
| 20       | 1992年 3月4日   | 01       | 軽い気持ちのジュリア                 | 康珍化                 | 上田知華                  | URAN                   | 19位     | VIDL-10218 |
| 20       | 1992年 3月4日   | 02       | うれし涙                             | 遠藤京子               | 遠藤京子                  | 清水信之               | 19位     | VIDL-10218 |
| 21       | 1992年 6月21日  | 01       | 渚のピテカントロプス                 | 康珍化                 | 羽田一郎                  | 羽田一郎               | 34位     | VIDL-10247 |
| 21       | 1992年 6月21日  | 02       | キャンプ・ファイヤー・ソング         | 康珍化                 | 森山良子                  | 吉川忠英               | 34位     | VIDL-10247 |
| 22       | 1992年 11月6日  | 01       | たぶんタブー                         | さいとうみわこ         | 松田信男                  | 西平彰                 | 54位     | VIDL-10282 |
| 22       | 1992年 11月6日  | 02       | 何にもしないクリスマス               | 亜伊林                 | 波花行造                  | 森村献                 | 54位     | VIDL-10282 |
| 23       | 1993年 5月21日  | 01       | あなたが満ちてゆく                   | 朝水彼方               | PROJECT MOONLIGHT CAFE    | 田代修二               | 60位     | VIDL-10350 |
| 23       | 1993年 5月21日  | 02       | 言えないひとこと                     | PROJECT MOONLIGHT CAFE | PROJECT MOONLIGHT CAFE    | PROJECT MOONLIGHT CAFE | 60位     | VIDL-10350 |
| 24       | 1993年 11月21日 | 01       | 笑顔が忘れられない                   | M&M                    | M&M                       | 山川恵津子             | 89位     | VIDL-10465 |
| 24       | 1993年 11月21日 | 02       | ふたつの輝き                         | 朝水彼方               | PROJECT MOONLIGHT CAFE    | PROJECT MOONLIGHT CAFE | 89位     | VIDL-10465 |
| 25       | 1994年 6月22日  | 01       | 誘われて…                            | MOONLIGHT CAFE         | MOONLIGHT CAFE            | MOONLIGHT CAFE         | 65位     | VIDL-10533 |
| 25       | 1994年 6月22日  | 02       | あなただけ                           | MOONLIGHT CAFE         | MOONLIGHT CAFE            | MOONLIGHT CAFE         | 65位     | VIDL-10533 |
| 26       | 1995年 2月22日  | 01       | OH OH OH 〜We are the Winners〜      | 秋元康                 | M.White B.Meyers K.Misawa | 西脇辰弥               | -        | VIDL-10615 |
| 27       | 1995年 5月10日  | 01       | 碧いうさぎ                           | 牧穂エミ               | 織田哲郎                  | 新川博                 | 5位      | VIDL-10649 |
| 27       | 1995年 5月10日  | 02       | 永遠の朝                             | 上田知華               | 上田知華                  | 山川恵津子             | 5位      | VIDL-10649 |
| 28       | 1996年 4月24日  | 01       | Here I am 〜泣きたい時は泣けばいい〜 | 秋元康                 | 川島だりあ                | 新川博                 | 24位     | VIDL-10767 |
| 28       | 1996年 4月24日  | 02       | 思い出をめくるために                 | 秋元康                 | MOONLIGHT CAFE            | 新川博                 | 24位     | VIDL-10767 |
| 29       | 1996年 10月9日  | 01       | 鏡のドレス                           | 三浦らら               | 宇佐元恭一                | 土方隆行               | 9位      | VIDL-10811 |
| 29       | 1996年 10月9日  | 02       | Star Talk                            | 沢田知可子             | 沢田知可子                | 土方隆行               | 9位      | VIDL-10811 |
| 30       | 1997年 7月24日  | 01       | 涙色                                 | 河村隆一               | 河村隆一                  | 土方隆行               | 20位     | VIDL-30050 |
| 30       | 1997年 7月24日  | 02       | 蝶々                                 | 河村隆一               | 河村隆一                  | 土方隆行               | 20位     | VIDL-30050 |
| 31       | 1998年 5月13日  | 01       | 横顔                                 | 辛島美登里             | 辛島美登里                | 十川知司               | 30位     | VIDL-30199 |
| 31       | 1998年 5月13日  | 02       | Better half                          | 田中リエ / 細木隆広    | 田中リエ / 細木隆広       | 田中リエ / 細木隆広    | 30位     | VIDL-30199 |
| 32       | 1999年 4月1日   | 01       | PURE                                 | 藤井フミヤ             | 増本直樹                  | 土方隆行               | 50位     | VIDL-30412 |
| 32       | 1999年 4月1日   | 02       | フォトグラフ                         | とみたきょうこ         | 奥居香                    | 土方隆行               | 50位     | VIDL-30412 |
| 33       | 2000年 4月5日   | 01       | WORDS OF LOVE                        | 原由子                 | 原由子                    | 本山晴一郎             | 42位     | VICL-35123 |
| 33       | 2000年 4月5日   | 02       | Miss You                             | 川村真澄               | 村山晋一郎                | 村山晋一郎             | 42位     | VICL-35123 |
| 34       | 2000年 11月1日  | 01       | miracle                              | 宮原芽映               | 村山晋一郎                | 村山晋一郎             | -        | VICL-35194 |
| 34       | 2000年 11月1日  | 02       | 私だけでいて                         | 宮原芽映               | S.Barakatt                | 松原憲                 | -        | VICL-35194 |
| 35       | 2004年 6月23日  | 01       | 天下無敵の愛                         | 斉藤由貴               | 崎谷健次郎                | 崎谷健次郎             | 153位    | VICL-35679 |
| 35       | 2004年 6月23日  | 02       | 月明かりの下                         | 斉藤由貴               | 崎谷健次郎                | 崎谷健次郎             | 153位    | VICL-35679 |
| 36       | 2007年 8月22日  | 01       | 世界中の誰よりきっと                 | 上杉昇 中山美穂        | 織田哲郎                  | 上杉洋史               | 44位     | VICL-36337 |
| 36       | 2007年 8月22日  | 02       | 碧いうさぎ（2007 Version）           | 牧穂エミ               | 織田哲郎                  | 上杉洋史               | 44位     | VICL-36337 |

### 企画シングル
- 『 のりピー音頭』（1988年7月6日）
作詞: 森浩美、作曲: 馬飼野康二、編曲: 竹村次郎
のりピー名義での発表
カセットテープでのみ発売。有線・ラジオのプロモーション用のものを除き、CD・EPレコードは制作発売されていない。オリコン最高位：28位
- 『すすめ! はっくしょんベイビー』（2004年5月1日）
作詞: 白峰美津子、作曲・編曲: 渡部チェル
NHK『みんなのうた』 2004年4月 - 5月放送曲
CDつき絵本『はっくしょんベイビーライオンにあう』（スターツ出版）として発売。
- 『のりピー音頭（法子バージョン）』（2024年8月7日）
作詞: 森浩美、作曲: 馬飼野康二
配信限定リリース。

### アルバム

#### オリジナル・アルバム
1. ファンタジア (Fantasia) / NORIKO Part I（1987年7月1日）オリコン最高位：19位
2. 夢冒険 / NORIKO SPECIAL（1988年1月1日）オリコン最高位：15位
3. GUANBARE / NORIKO Part II（1988年3月16日）オリコン最高位：8位
4. Lovely Times/NORIKO Part III（1988年8月21日）オリコン最高位：8位
5. Blue Wind/NORIKO Part IV（1989年6月21日）オリコン最高位：9位
6. My Dear/NORIKO Part V（1989年12月16日）オリコン最高位：13位
7. White Girl/NORIKO Part VI（1990年7月4日）オリコン最高位：9位
8. Sweet'n Bitter/NORIKO Part VII（1991年1月21日）オリコン最高位：8位
9. マジカル・モンタージュ・カムパニー（1991年7月21日）オリコン最高位：22位
10. マンモス（1992年7月22日）オリコン最高位：26位
11. あなたが満ちてゆく（1993年7月21日）オリコン最高位：40位
12. 10 SONGS（1994年7月21日）オリコン最高位：58位
13. 素顔 (ノーメイク)（1996年5月22日）オリコン最高位：24位
14. スノーフレイクス（1996年12月18日）オリコン最高位：15位
15. work out fine（1998年7月1日）オリコン最高位：39位

#### ミニ・アルバム
| 枚  | 発売日         | タイトル              | 品番 | オリコン最高位 |
| --- | -------------- | --------------------- | ---- | -------------- |
| 1st | 2014年1月22日  | 涙ひとつぶ            |      | 109位          |
| 2nd | 2015年11月11日 | Truth〜飛べない鳥よ〜 |      | 206位          |

#### カバー・アルバム
| 枚  | 発売日       | タイトル | 品番 | オリコン最高位 |
| --- | ------------ | -------- | ---- | -------------- |
| 1st | 2003年9月6日 | moments  |      | -              |

#### ベスト・アルバム
| 枚   | 発売日         | タイトル                                                     | 品番          | オリコン最高位 |
| ---- | -------------- | ------------------------------------------------------------ | ------------- | -------------- |
| 1st  | 1990年3月21日  | Singles 〜NORIKO BEST〜                                      |               | 1位            |
| 2nd  | 1991年2月21日  | CD FILE 酒井法子 VOL.1                                       |               | 32位           |
| 3rd  | 1991年2月21日  | CD FILE 酒井法子 VOL.2                                       |               | 34位           |
| 4th  | 1991年2月21日  | CD FILE 酒井法子 VOL.3                                       |               | 35位           |
| 5th  | 1991年12月5日  | Sentimental Best                                             |               | 47位           |
| 6th  | 1992年12月2日  | Singles 〜NORIKO BEST〜 II                                   |               | 49位           |
| 7th  | 1994年2月2日   | natural best                                                 |               | 50位           |
| 8th  | 1995年6月21日  | Watercolour                                                  |               | 36位           |
| 9th  | 1995年7月12日  | TWIN BEST                                                    |               | 84位           |
| 10th | 1999年6月23日  | PURE COLLECTION                                              |               | -              |
| 11th | 2000年4月5日   | Singles 〜NORIKO BEST〜 III                                  |               | 81位           |
| 12th | 2005年3月24日  | 〈COLEZO!〉Noriko Sakai Best Selection                       |               | -              |
| 13th | 2005年12月16日 | 〈COLEZO! TWIN〉酒井法子                                     |               | -              |
| 14th | 2007年9月19日  | 大好き 〜My Moments Best〜                                   |               | 73位           |
| 15th | 2016年9月21日  | The Best Exhibition 酒井法子30thアニバーサリーベストアルバム | VICL-64635/6  | 75位           |
| 16th | 2017年2月22日  | GOLDEN☆BEST 酒井法子                                         | VICL-70226    | -              |
| 17th | 2017年3月15日  | NORIKO BOX 30th Anniversary Mammoth Edition                  | VIZL-1104     | 192位          |
| 18th | 2023年7月19日  | Premium Best                                                 | VICL-65856〜8 | 35位           |

#### 企画アルバム
1. 微笑（1994年11月1日）
2. 我愛美人魚（1996年2月1日）
3. 有縁千里（1996年5月22日） - エリック・ソン（孫耀威）とデュエット曲「有縁千里」収録　オリコン最高位：80位
4. ASIAN COLLECTION 97（1997年11月28日）
5. ASIAN TOUR SPECIAL〜ASIAN COLLECTION 98〜（1998年10月1日）
6. Asia 2000〜Words Of Love〜（2000年10月1日）

#### コンピレーション
| 発売日                                | 商品名                                | 歌                                    | 楽曲                                  | タイアップ                            |
| ビクターエンターテインメント VDR 1601 | ビクターエンターテインメント VDR 1601 | ビクターエンターテインメント VDR 1601 | ビクターエンターテインメント VDR 1601 | ビクターエンターテインメント VDR 1601 |
| ------------------------------------- | ------------------------------------- | ------------------------------------- | ------------------------------------- | ------------------------------------- |
| 1989年6月7日                          | トップをねらえ！音楽大図鑑            | 酒井法子                              | 「アクティブ・ハート」                | OVA『トップをねらえ!』主題歌          |
| 1989年6月7日                          | トップをねらえ！音楽大図鑑            | 酒井法子                              | 「トライ Again...!」                  | OVA『トップをねらえ!』副主題歌        |

### 映像作品
1. YUPPIE（1986年11月21日）
2. YUPPIE2〜活躍少女（1987年9月25日）
3. Please Your Smile - Noriko Live 88-（1988年11月21日）
4. VIDEO FILE 1986-1988 - Noriko Sakai Vol.1（1989年9月21日）
5. VIDEO FILE 1988-1989 - Noriko Sakai Vol.2（1989年9月21日）
6. ホワイトガール物語（1990年9月21日）
7. VIDEO FILE 1989-1991 - Noriko Sakai Vol.3（1991年5月1日）
8. 酒井法子CF傑作集15×19（1991年5月21日）
9. Zephyros - 酒井法子 in Greece -（1991年9月21日）
10. 野音9.21〜マジカル・モンタージュ・ツアー（1991年12月16日）
11. スタジアム・ライブ in 台湾（1993年2月24日）
12. STELLA〜碧いうさぎ（1996年3月6日）
13. PROMO MAXX I（2001年4月21日）
14. 酒井法子のよいこのおはなしひろばシリーズ（2003年11月6日）
15. 酒井法子 COMPLETE DVD BOX（2005年3月24日）
16. 酒井法子 30th ANNIVERSARY CONCERT（2016年12月22日）

### タイアップ曲
| 年     | 楽曲                                | タイアップ                                     |
| ------ | ----------------------------------- | ---------------------------------------------- |
| 1987年 | 男のコになりたい                    | グリコ「キャンレディー」CMソング               |
| 1987年 | ノ・レ・な・いTeen-age              | グリコ「キャンレディー」CMソング               |
| 1987年 | 夢冒険                              | NHK総合のテレビアニメ「アニメ三銃士」OPテーマ  |
| 1988年 | 1億のスマイル                       | ライオン「Ban16」CMソング                      |
| 1988年 | HAPPY AGAIN                         | 日本自動車工業会・キャンペーンソング           |
| 1989年 | おとぎの国のBirthday                | NHKの音楽番組「みんなのうた」挿入歌            |
| 1992年 | うれし涙                            | OVA「電影少女 -VIDEO GIRL AI-」・OPテーマ      |
| 1995年 | OH OH OH〜We are the Winners〜      | L・リーグ・公式テーマソング                    |
| 1995年 | 碧いうさぎ                          | 日本テレビ系テレビドラマ「星の金貨」主題歌     |
| 1996年 | Here I am〜泣きたい時は泣けばいい〜 | TBS系テレビドラマ「ひよこたちの天使」主題歌    |
| 1996年 | 鏡のドレス                          | 日本テレビ系テレビドラマ「続・星の金貨」主題歌 |
| 1998年 | 横顔                                | 日本テレビ系「火曜サスペンス劇場」主題歌       |
| 2004年 | 天下無敵の愛                        | TBS系テレビドラマ「よい子の味方」主題歌        |
| 2007年 | 世界中の誰よりきっと                | トヨタ「新型ノア」CMソング                     |

## 楽曲出版権利
- ビクター音楽産業、ビクターエンタテインメント時代の『碧いうさぎ』『世界中の誰よりきっと』以外全ての音楽版権は前事務所のサンミュージック出版にある。ただし『世界中の誰よりきっと』に関してはバーニングプロダクション系列バーニングパブリッシャーズが持っている[97]。

## 出演

### 現在の出演番組
※2024年4月時点

#### テレビ
- もしもで考える…森田健作のなるほど！なっとく塾（BSフジ）

#### ラジオ
- 酒井法子のマンモスradio（2022年4月3日 - 、MROラジオ）
- 森田健作 青春もぎたて朝一番！（2022年7月 - 、NACK5）

#### 配信番組
- のりニコッ！（2023年7月 - 、月1回、ニコニコチャンネルプラス）[98]

### 過去の出演番組

#### ドラマ
連続ドラマ
- 春風一番!（1986年1月11日 - 3月29日、日本テレビ） - 美津子 役
- カッ飛び! ヤンヤン姫 第11話「素浪人罠にはまって大激戦!」（1988年12月13日、テレビ東京） - ゲスト・小夜 役
- 翔ぶが如く（1990年、NHK総合 大河ドラマ） - 西郷（市来）琴 役
- 代表取締役刑事（1990年10月7日 - 1991年9月29日、テレビ朝日） - 橘日向子 役
- ひとつ屋根の下（1993年4月12日 - 6月28日、フジテレビ） - 柏木小雪 役
- はぐれ刑事純情派 第6シリーズ第2話「美人コンテスト女王の犯罪!?」（1993年4月14日、テレビ朝日） - ゲスト
- 帰ってきちゃった（1993年11月15日 - 12月9日、NHK総合 ドラマ新銀河） - 村田かおり 役
- 我愛美人魚（1993年6月、台湾） - 主演・美美 役
- 出逢った頃の君でいて（1994年4月13日 - 6月29日、日本テレビ） - 大里ナナ 役
- 私、味方です 第1話「私、お嬢様の味方です」（1995年1月15日、TBS） - ゲスト・村中江里子 役
- 星の金貨（1995年4月12日 - 7月12日、日本テレビ） - 主演・倉本彩 役
- 続・星の金貨（1996年10月9日 - 12月25日、日本テレビ） - 主演・倉本彩 役
- ひとつ屋根の下2（1997年4月14日 - 6月30日、フジテレビ） - 柏木小雪 役
- 聖者の行進（1998年1月9日 - 3月20日、TBS） - 葉川もも 役
- 遠い親戚 近くの他人?（1999年2月17日 - 3月17日、NHK総合） - 香山静 役
- 天使が消えた街（2000年4月12日 - 6月29日、日本テレビ） - 進藤京子 役
- 利家とまつ〜加賀百万石物語〜（2002年1月6日 - 12月15日、NHK総合 大河ドラマ） - おね→北政所 役
- ムコ殿2003（2003年4月17日 - 6月26日、フジテレビ） - 石原南 役
- 女将になります!（2003年3月31日 - 5月8日、NHK総合） - 吉野奈津子 役
- ファイト（2005年3月29日 - 10月1日、NHK総合 連続テレビ小説） - 木戸亜沙子 役
- まるまるちびまる子ちゃん（2007年4月19日 - 2008年2月28日、フジテレビ） - お母さん（さくらすみれ） 役

単発ドラマ
- 山村美紗の密室ミステリー京都花見小路殺人事件　舞妓さんは名探偵！（1988年10月18日、テレビ朝日・火曜スーパーワイド） - 小菊 役
- サラリーマン忠臣蔵・華麗なる復讐（1989年1月1日、テレビ朝日・新春ドラマスペシャル）
- 家光と彦佐と一心太助（1989年1月3日、テレビ朝日・新春時代劇スペシャル） - お仲 役
- 山村美紗の密室ミステリー京舞妓殺人事件 舞妓さんは名探偵II ニセブランド品が死を招く!（1989年8月1日、テレビ朝日・火曜スーパーワイド） - 小菊 役
- 山村美紗サスペンス京都東山殺人事件　舞妓さんは名探偵（1990年4月24日、テレビ朝日・火曜ミステリー劇場） - 小菊 役
- 若さま侍捕物帖〜陰謀渦巻く江戸城大奥の秘密（1991年1月2日、テレビ朝日列・正月ドラマスペシャル） - 勝姫 役
- 映画みたいな恋したい 「恋しくて」（1992年2月15日、テレビ東京）
- 湖畔亭（1992年9月7日、フジテレビ・秋の特選サスペンス）
- 真夏のサンタクロース（1992年9月14日、TBS・月曜ドラマスペシャル） - 桑田千代 役
- 好きだと言ってくれたなら（1992年12月24日、よみうりテレビ・ドラマシティ'92）
- ほんとにあった怖い話2 「遠い夏」（2000年8月25日、フジテレビ・金曜エンタテイメント） - 萩原律子 役
- 弟 （2004年11月17日、テレビ朝日・秋のスペシャルドラマ） - 料亭「海陽亭」の女将 役
- 恋のから騒ぎドラマスペシャル episode 1「三十路の女」（2004年9月25日、日本テレビ） - 掛布貴子 役
- 国盗り物語（2005年1月2日、テレビ東京・新春ワイド時代劇） - お槙 役
- 出張料理人（2006年11月14日、日本テレビ・火曜ドラマゴールド） - 神崎直 役
- 黒い報告書 女と男の事件ファイルIII「誤解」（2013年7月6日、BSジャパン） - 上條理佐 役

#### 映画
- 必殺!5 黄金の血（1991年11月23日） - お浅 役
- 花のお江戸の釣りバカ日誌（1998年12月23日） - 浜崎美津 役
- 呪怨2（2003年8月23日） - 原瀬京子 役
- ムーンライト・ジェリーフィッシュ（2004年8月7日） - 寺沢由紀子 役
- 予言（2004年10月2日） - 里見綾香 役
- SS エスエス（2008年1月12日） - 大佛久美子 役
- 審理（裁判員制度広報用映画、2008年3月25日試写会開催） - 木村奈緒子 役
- 空蝉の森（2014年製作・2021年2月5日公開） - 加賀美結子 役[73]

#### 劇場アニメ
- ピチューとピカチュウ（2000年7月8日） - ナレーター
- それいけ!アンパンマン ゴミラの星（2001年7月14日） - ヤーダ姫 役
- 大ちゃん、だいすき。（2007年8月18日 親子映画） - 洋子（まいの母） 役

#### テレビアニメ
- アガサ・クリスティーの名探偵ポワロとマープル（2004年 NHK総合） - チャーミアン・ストラウド 役

#### バラエティー
- モモコクラブ （1986年10月5日 - 1987年9月27日、TBS）
- 欽ちゃんの第38回全日本仮装大賞（1993年1月1日、日本テレビ） - 審査員
- THE夜もヒッパレ （1999年1月 - 3月、日本テレビ） レギュラー司会。この他の時期はゲスト。
- THE M（2008年4月22日 - 8月12日、日本テレビ）
- 欽ちゃんのどこまで笑うの?!（テレビ朝日）
- カッ飛び!花マル塾（テレビ朝日）（準レギュラー）
- 世界の常識・非常識!（フジテレビ）（初期の頃、準レギュラー）
- マジカル頭脳パワー!!（日本テレビ）（特番も含め、不定期出演）
- THE カラオケ★バトル（テレビ東京）

#### 特別番組
- テレ東音楽祭2023夏（2023年6月28日、テレビ東京）
- FNS27時間TV 鬼笑い祭（2023年7月23日、フジテレビ）- FNS鬼レンチャン歌謡祭

#### NHK紅白歌合戦出場歴
| 年度/放送回              | 回 | 曲目       | 出演順 | 対戦相手 |
| ------------------------ | -- | ---------- | ------ | -------- |
| 1995年（平成7年）/第46回 | 初 | 碧いうさぎ | 01/25  | シャ乱Q  |

注意点
- 出演順は「出演順/出場者数」で表す。

#### CM
- ライオン 「ban16」「ピコレットカプセル」
- 信用組合（1994年）
- グリコ 「キティーランド」「キャンレディー」「こつぶキャンレディー」、グリコアイス「チョコボンバー」「ジャイアントコーン」
- サークルK（1988年 - 1989年）
- 千葉県知事選挙（1993年、関東地方のみ）
- JR九州（1988年 - 1990年、九州地区のみ）
- 角川書店九州ウォーカー（1997年で九州地区のみ。創刊号の表紙も酒井だった）
- 尾崎商事（現・管公学生服） 「カンコー学生服」
- 日本ビクター（現・JVCケンウッド）
- 月星化成（現・ムーンスター）
- 東芝 エアコン（1996年）
- 宝酒造
- 日産自動車 セレナ（C23後期型）
- 亀田製菓「のりピーパック」（1996年）
- アラクス「ノーシン」
- 郵政省（現・日本郵政） 「簡易保険」
- コーセー（1998年）
- 日清食品 カップヌードル（1998年）
- カネボウコスメット「フレッシェルCホワイト」
- 中部電力 オール電化
- ミツカン 「純玄米黒酢・食酢」
- 公共広告機構（現・ACジャパン）「交通安全キャンペーン」（1990年）[99]
- ニコニコのり 「もずくスープ」
- ワイデックス
- 花王「アタック (洗剤)」
- トヨタ自動車 「ノア」（2007年）
- シダックス（2008年）
- ユニリーバ・ジャパン「ダヴ モイスチャーシャンプー」（2008年）
- 松下電器産業（現・パナソニック） オーストラリア向けテレビ
- エックスワン「ORIGAMI」（2016年） - イメージキャラクター [100]

#### ラジオ
- のりピー・夢飛行（TBSラジオ）
- トキメキパジャマ MARI・NORI・AKIのドッキンタイム（1986年4月13日 - 1986年10月5日、ニッポン放送）
※歌手デビュー前に同じ事務所の水谷麻里、岡谷章子と共に出演。
- キラキラサンデー アイドルおちゃめランド（文化放送）
※当時事務所の後輩だった田村英里子と共に出演。
- のりピー 不思議な夢冒険
- のりピー 気ままにセンセーション
- 酒井法子 すてきにロマンス
- 酒井法子 ドライブパートナー
※以上4番組は放送された局によって番組名が違うが、内容は同じものである。
- 酒井法子のストレートライフ・夢色プリズム（ラジオ日本）
- Radio THIS（MBSラジオ）
- ヤンタン茶屋町学園 （MBSラジオ）

#### 舞台
- 喜劇 雪之丞変化（1991年2月2日 - 2月28日、東京宝塚劇場） - 浪路 役
- ミュージカル サウンド・オブ・ミュージック（1992年3月3日 - 4月22日、青山劇場） - リーズル 役
- ミュージカル シンデレラ（1995年8月2日 - 8月29日、新宿コマ劇場） - シンデレラ 役
- ブロードウェイミュージカル big（1998年7月8日 - 8月30日、東京国際フォーラム） - スーザン 役
- 碧空の狂詩曲〜お市の方外伝〜（2012年12月15日 - 12月24日、渋谷区文化総合センター大和田さくらホール） - お市 役
- うんちゃん2（2017年10月3日 - 5日、草月ホール/7日 - 8日、入間市民会館）
- 俺は、君のためにこそ死ににいく（2022年9月13日 - 18日、俳優座劇場）
- 令和源氏オペレッタ（2023年7月8日、日本橋劇場）
- ごりょんさん～親子三代ママ稼業～（2023年9月9日 - 11日、三越劇場）
- Alice in Far East Wonderland～極東のアリス～（2024年6月29・30日、新宿角筈区民ホール） - ハートの女王 役
- 祖国への挽歌 〜日系人マフィア モンタナ・ジョーの伝説!!〜」（2025年8月26日 - 31日〈予定〉、三越劇場）[101]

#### その他
- 天使がくれたレインボー（1989年7月15日 - 11月26日）
名古屋デザイン博「ときめきCity館」内の映像アトラクション
- 鏡の国のレジェンド（1989年10月27日）

## 写真集
- 夢冒険（1988年1月1日、学習研究社） 撮影: 荒木英仁
- LET'S NORI-P（1988年5月23日、音楽専科社） 撮影: 荒木英仁
- LOVELY TIMES（1988年9月5日、近代映画社） 撮影: KUNIHIKO SESHIMOTO
- Blue Peare（1989年2月25日、ワニブックス） 撮影: 井ノ元浩二
- Shuffle Heart（1989年11月12日、音楽専科社） 撮影: 石川正勝
- AQUARIUS（1990年3月31日、近代映画社） 撮影: 武藤義
- White girl（1990年8月10日、ワニブックス） 撮影: 井ノ元浩二
- Comme le Cinema（1991年4月20日、学習研究社） 撮影: 山内順仁（撮り下ろし）、荒木英仁（15 - 18歳のカット）
- ZEPHYROS（1991年10月10日、ワニブックス） 撮影: 山内順仁
- sentire,（1992年9月10日、ワニブックス） 撮影: 山内順仁
- Shinin' Run（1993年3月10日、ワニブックス） 撮影: 井ノ元浩二
- ORANGE HOTEL（1994年11月25日、ワニブックス） 撮影: 石田東
- Naturelle（1996年3月1日、ワニブックス） 撮影: 石田東
- 緑色の扉（1996年12月25日、ワニブックス） 撮影: 石田東
- fizz（1997年12月10日、ワニブックス） 撮影: 井ノ元浩二

## 書籍
- のりピーちゃん（1989年7月20日、小学館） - 漫画
- のりピーランド（2001年12月、ゼスト、ISBN 4883771180）
- のりピーちゃん（2003年2月、小学館、ISBN 4097274821） - 絵本
原作: さかいのりこ、作・構成・絵: 杉木ヤスコ
- 贖罪（2010年12月3日、朝日新聞出版、ISBN 4023308870） - 単行本
- レーネンさんから学んだ「つらい過去」を手放す方法 (2013年9月21日、主婦の友社、ISBN 4072909378)共著: ウィリアム・レーネン
- 30th Anniversary Box（2016年11月1日、ワニブックス）
写真集、撮り下ろしDVD、自らデザインしたグッズを収めた限定2000セット販売[102]

## 受賞歴
1987年
- 第13回全日本歌謡音楽祭 最優秀新人賞
- 第18回日本歌謡大賞 優秀放送音楽新人賞
- 第29回日本レコード大賞 新人賞（『ノ・レ・な・いTeen-age』）
- ヤング歌謡大賞・新人グランプリ
- 第25回ゴールデン・アロー賞 新人賞

1995年
- 第5回ザテレビジョンドラマアカデミー賞 主演女優賞（『星の金貨』）[103]
- 第37回日本レコード大賞 優秀作品賞（『碧いうさぎ』）

1996年
- 第11回ザテレビジョンドラマアカデミー賞 主演女優賞（『続・星の金貨』）[104]

2004年
- 第1回COTTON USAアワード Mrs. COTTON USA

2012年
- 中国最大ネットサイドの年度文化、ファンション賞「アジア最注目女優大賞」